# 임연 초상
임연 초상(任兗 肖像)은 대한민국 경기도 용인시 기흥구 상갈동 경기도박물관에 있는 조선시대의 초상화이다. 2009년 3월 10일 경기도의 문화재자료 제143호로 지정되었다.

## 개요
이 작품은 사후인 18세기에 이모된 것으로 공신도상의 형식을 갖추었으며 부분적인 후보가 보이나 안면기법이 상당히 뛰어나고 엄숙한 기상이 잘 전달되고 있다.
관복본으로 머리에 사모를 쓰고 흑단령에 가슴에는 운안흉배가 있으며, 허리에는 학정금대를 착용한 모습이다. 트임 사이로 안에 입은 푸른색 직령포가 보인다.

## 참고 문헌
- 임연초상 - 국가유산청 국가유산포털